# Bergeranthus nanus
Bergeranthus nanus är en isörtsväxtart som beskrevs av A.P.Dold och S.A.Hammer. Bergeranthus nanus ingår i släktet Bergeranthus och familjen isörtsväxter. Inga underarter finns listade i Catalogue of Life.